# Ašipu

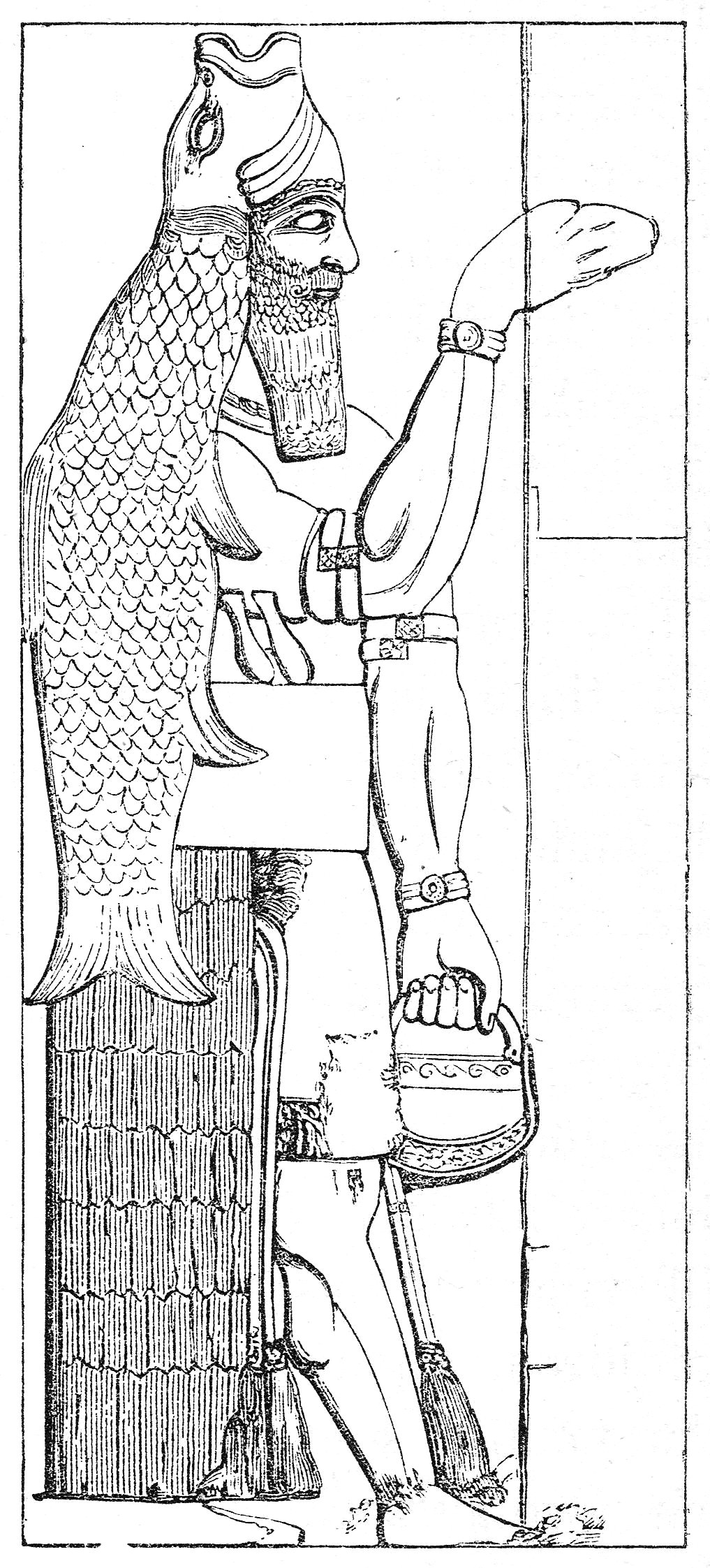
Relevo monumental em pedra (provavelmente) de uma figura de Apkallu do Templo de Ninurta na cidade assíria de Kalhu, antigamente considerada por alguns especialistas como uma representação de um āšipu "sacerdote-exorcista", que atuava como curandeiro e médico

Na antiga Mesopotâmia, os ašipu (também āšipu ou mašmaššu) atuavam como sacerdotes. Eram estudiosos e diagnosticavam e procediam ao tratamento no vale do Tigre e do Eufrates (hoje Iraque) por volta de 3200 a.C.

## Etimologia
Os textos ritualísticos e de encantamentos sumérios e acadianos estavam associados a uma profissão específica, o especialista era chamado em acadiano āšipu ou mašmaššu, que se traduz como “exorcista”. O registo cuneiforme formou a tradição da sua prática, traduzindo āšipūtu como “sabedoria exorcística” ou, simplesmente, “magia”. Schwemer explica que a própria tradição babilónica "considerava este corpus de textos como sendo de grande antiguidade, escritos em última instância pelo próprio Enki-Ea, o deus da sabedoria e do exorcismo".

## Especialização
Alguns descreveram os ašipu como especialistas em magia branca. Naquela época, as ideias de ciência, religião e bruxaria estavam intimamente interligadas e formavam a base do ašiputu, a prática usada pelos ašipu para combater a feitiçaria e curar doenças. Os ašipu estudavam presságios e sintomas para formular uma previsão do futuro para um sujeito e então realizavam rituais apotropaicos na tentativa de mudar o destino a seu favor.

## Funções e tarefas
Asipu dirigia o tratamento médico na corte assíria, onde previam o curso da doença a partir de sinais observados no corpo do paciente e ofereciam encantamentos e outras magias, bem como os remédios indicados pelo diagnóstico.
Os Ašipu visitavam as casas dos doentes e tinham a tarefa de prever o futuro do paciente (por exemplo, ele viveria ou ela morreria) e também de preencher detalhes sobre os sintomas que os pacientes podem ter desconsiderado ou omitido. O objetivo da visita era identificar o remetente divino da doença com base nos sintomas duma determinada doença.

### Trabalhos citados
- Abusch, Tzvi  (2002). Mesopotamian Witchcraft: Toward a History and Understanding of Babylonian Witchcraft Beliefs and Literature. [S.l.]: Brill Styx. ISBN 978-9004123878
- Black, J.; Green, A. (1992). Gods, Demons and Symbols of Ancient Mesopotamia: An Illustrated Dictionary. [S.l.]: The British Museum Press. ISBN 978-0-7141-1705-8
- Horstmanshoff, Herman (2004). Magic And Rationality In Ancient Near Eastern And Graeco-roman Medicine. [S.l.: s.n.]
- Kuiper, Kathleen (2010). Mesopotamia: The World's Earliest Civilization. [S.l.]: The Rosen Publishing Group. ISBN 1615301127
- McIntosh, J. R. (2005). Ancient Mesopotamia: New Perspectives. Santa Barbara, California, Denver, Colorado, and Oxford, England: ABC-CLIO. ISBN 978-1576079669
- Oppenheim, Leo (1977). Ancient Mesopotamia: Portrait of a Dead Civilization. [S.l.]: University of Chicago Press. ISBN 0226631877
- Schwemer, Daniel (2014). «Healing and Harming: Mesopotamian Magic». www.phil.uni-wuerzburg.de. Consultado em 21 de setembro de 2023